# 赫谢尔·丹尼
赫谢尔·丹尼（英語：Harsheel Dani，1996年8月12日—），印度男子羽毛球運動員。

## 簡歷
2015年12月，赫谢尔·丹尼出戰土耳其梅爾辛國際賽，贏得男子單打亞軍。

## 主要比賽成績
只列出曾進入準決賽的國際賽事成績：
| 年份   | 賽事                     | 公開賽級別 | 項目     | 成績   |
| ------ | ------------------------ | ---------- | -------- | ------ |
| 2014年 | 毛里裘斯羽毛球國際賽     | 國際系列賽 | 男子單打 | 準決賽 |
| 2015年 | 土耳其梅爾辛羽毛球國際賽 | 國際挑戰賽 | 男子單打 | 亞軍   |
| 2016年 | 奧地利羽毛球公開賽       | 國際挑戰賽 | 男子單打 | 準決賽 |
| 2017年 | 印度羽毛球黃金大獎賽     | 黃金大獎賽 | 男子單打 | 準決賽 |
| 2018年 | 波蘭羽毛球國際賽         | 國際系列賽 | 男子單打 | 亞軍   |
| 2018年 | 捷克羽毛球公開賽         | 國際挑戰賽 | 男子單打 | 準決賽 |
| 2019年 | 荷蘭羽毛球國際賽         | 國際系列賽 | 男子單打 | 冠軍   |
| 2023年 | 毛里裘斯羽毛球國際賽     | 國際系列賽 | 男子單打 | 準決賽 |
| 2023年 | 高雄羽球大師賽           | 超級100賽  | 男子單打 | 準決賽 |

| 2007-2017年 | 首要超級賽 | 超級賽 | 黃金大獎賽 | 大獎賽 | 國際挑戰賽 | 國際系列賽 | 未來系列賽 | 其他 |

| 2018-2026年 | 總決賽 | 超級1000賽 | 超級750賽 | 超級500賽 | 超級300賽 | 超級100賽 | 國際挑戰賽 | 國際系列賽 | 未來系列賽 | 其他 |